# 朝長厳
朝長 厳（ともなが つよし、1911年9月20日 - 1983年12月31日）は、日本の経営者。日本冷蔵(現在のニチレイ)社長、会長を務めた。長崎県出身。

## 経歴・人物
1935年に明治大学商学部を卒業し、同年に日本水産に入社した。1943年に帝国水産統制(のちの日本冷蔵)に転じ、1960年9月に取締役に就任し、1963年1月に常務、1965年3月に専務を経て、1967年3月に社長に就任。1975年3月に会長に就任。
1970年11月に藍綬褒章を受章。
1983年12月31日肺炎のために死去。72歳没。